# 山本耕右
山本 耕右（やまもと こうすけ）は、日本のベーシスト、ギタリスト。ミュージシャン。

## 来歴・人物
1983年、実兄である山本圭右のバンド、「PIPER」にギタリストとして参加。
1985年に5枚目のアルバム「LOVERS LOGIC (RECORD)」から正式メンバー(GUITAR, CHORUS, DRUM PROGRAMMING) として、MOONレコードよりアルバム発表。
ボーカル担当曲「PHOTOGRAPH 〜思い出のフォトグラフ〜」がCMでON AIR される。
その後、ベーシストとして、江口洋介、橘いずみ（和）、藤井フミヤ、矢沢永吉、村田和人、中島文明、小柴大造、チエカジウラ、徳山秀典、 永井ルイ、ACKO、久松史奈、ベイカリーなどのBackup Musicianとして活動。また、久宝留理子のアルバムなどにコーラスとして参加。
山本圭右・向山テツ・千葉純治と「BONZ」、上田雅利・戸田 誠・小山将平と「SLV (Soft Landing Ventures)」 、中野督夫・新倉愛と「Almond Eyes」などで活動し、数多くのミュージシャンとのセッションも行っている。

## ディスコグラフィー

### アルバム（Piper）
| 枚  | 発売日         | タイトル      | オリジナルLP型番   | 再発CD型番       |
| --- | -------------- | ------------- | ------------------ | ---------------- |
| 3rd | 1983年         | GENTLE BREEZE | ユピテル YV27-1004 | Vivid RATCD-4409 |
| 5th | 1985年10月25日 | Lovers Logic  | MOON MOON-28029    | Vivid RATCD-4413 |